# 格洛克35手槍
格洛克35（Glock 35）是由奧地利格洛克公司設計及生產的半自動手槍，是格洛克34手槍的.40 S&W口徑版本，標凖彈匣為15發。

## 設計
格洛克35是比赛型手槍，裝有改良過的套筒，對應.40 S&W的槍管及减轻扳机扣力（2 公斤）。套筒下前方設有导轨，可安裝各种戰術配件。除槍管及彈匣外，其他部件皆可與格洛克34手槍交替安裝。

## 仿製品
- 美国
  - 由格洛克美國分公司製造
- 俄羅斯
  - 由奧爾西集團公司（英语：ORSIS）旗下兵工廠授權製造

## 使用國
- 美国
  - 美國特種作戰司令部

## 外部連結
- （英文）—格洛克官方主頁（页面存档备份，存于）
- （中文）—槍炮世界—GLOCK 35 （页面存档备份，存于）